# قانون سياسة الطاقة لعام 2005

شعار وزارة الطاقة الأمريكية

قانون سياسة الطاقة لعام 2005 هو مشروع قانون أقره كونغرس الولايات المتحدة في 29 يوليو 2005، وقعه الرئيس جورج دبليو بوش قانونًا في 8 أغسطس 2005، في مختبرات سانديا الوطنية في البوكيرك، بولاية نيو مكسيكو.

## نبذة
```
غير هذا 
القانون
 الذي وصفه مؤيدوه بأنه محاولة لمكافحة مشاكل 
الطاقة
 المتنامية
[
3
]
، سياسة الطاقة الأمريكية من خلال توفير الحوافز الضريبية وضمانات القروض لإنتاج الطاقة بمختلف أنواعها.
[
4
]
```

## الأهمية
تم إلغاء قانون شركة المرافق العامة القابضة لعام 1935، الذي بدأ العمل به في فبراير 2006، بإصدار هذا القانون.